# Synchelidium tenuimanum
Synchelidium tenuimanum is een vlokreeftensoort uit de familie van de Oedicerotidae. De wetenschappelijke naam van de soort is voor het eerst geldig gepubliceerd in 1895 door Norman.